# Zanzibar (město)
Město Zanzibar (často jednoduše označované jako Zanzibar, anglicky Zanzibar City nebo Zanzibar Town, svahilsky Jiji la Zanzibar) je hlavní a největší město autonomního státu Zanzibar v Tanzanii. Leží při pobřeží Indického oceánu, na západním (k pevnině obráceném) pobřeží ostrova Unguja, většího z obou zanzibarských ostrovů, zhruba 80 km severně od Dar es Salaamu.
Město Zanzibar se skládá ze dvou hlavních částí, starší Stone Town (svahilsky „Mji Mkongwe“) a mladší Ng'ambo (anglicky „The Other Side“ nebo „New City“). Obě části byly historicky odděleny potokem a mělkou lagunou, nyní je tam široká městská ulice zvaná anglicky „Creek Road“. Stone Town je historické jádro města, bývalé hlavní město sultanátu Zanzibar; pro jeho jedinečnost ho v roce 2000 zařadilo UNESCO na seznam světového dědictví. Ng'ambo je mnohem větší moderní oblast s kancelářskými budovami a velkými bytovými domy, která se po revoluci v Zanzibaru roku 1964 rozvíjela kolem Stone Town.

## Podnebí
Stejně jako celý ostrov Unguja má město Zanzibar tropické klima, mírně teplejší než v Pembě. Podle Köppenovy klasifikace je to tropické monzunové podnebí. Průměrné měsíční teploty jsou obvykle mezi 25,1 až 28,8 °C.
Ročně jsou v Zanzibaru dvě dešťová období: většina srážek naprší mezi březnem a květnem, menší období dešťů je mezi listopadem a prosincem. Sušší měsíce jsou leden a únor a delší období sucha je od června do října. Průměrné roční srážky jsou 1 512 mm.

## Historie, památky a další zajímavosti

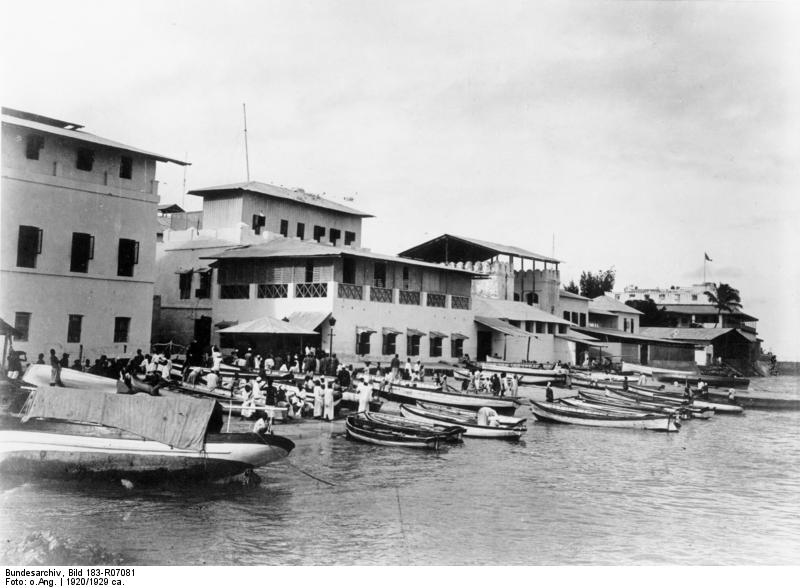
Stone Town, nábřeží (1920)

- V roce 1503 dobyli ostrov Portugalci. V roce 1592 dorazila do přístavu první anglická loď. V roce 1698 byli Portugalci vyhnáni a kolem roku 1700 tu ománský sultanát vybudoval pevnost nazývanou dnes Old Fort (Ngome Kongwe).
- V roce 1824 bylo založeno město, které jeden z nejvýznamnějších ománských sultánů 19. století, Saíd bin Sultán, roku 1837 učinil svým hlavním sídlem.
- Stone Town je bludištěm úzkých a zakroucených uliček. První domy z korálového kamene tu vznikly až kolem roku 1830 a pozoruhodné jsou zejména jejich vstupní dveře, vyřezávané většinou ze dřeva chlebovníku či durianu.[1]
- Město bylo jedním z hlavních středisek východní Afriky pro obchod s otroky. V polovině 18. století se tu ročně prodávalo až 15 tisíc otroků, nakupovaných či pochytaných sultánskými vojáky na pevnině v Tanganice.
- V roce 1866 připravoval v Zanzibaru svou poslední výpravu do Tanzanie skotský lékař a cestovatel David Livingstone (1813–1873). Díky němu potom připlulo k Zanzibaru několik britských vojenských lodí a pod touto hrozbou sultán obchod s otroky zastavil. Na místě bývalého trhu s otroky byla postavena anglikánská katedrála, vedle ní je pomník s kamenným sousoším otroků svázaných řetězy.
- Na nábřeží starého města stojí od roku 1883 původně ceremoniální palác nazývaný Dům zázraků (Beit-al-Ajaib) – tehdy nejvyšší budova východní Afriky. Dnes je v něm Národní muzeum historie a kultury.
- Ještě v roce 1892 ohraničovala Stone Town na východě přílivem zaplavovaná laguna. Britové ji vysušili, aby získali pozemky pro hřiště.
- Populárním místem je Velký strom – obrovský fíkovník banyán, který zasadil v roce 1911 tehdejší sultán.
- V roce 2002 byla v Zanzibaru založena univerzita.
- Asi 7 km od centra je mezinárodní letiště (Zanzibar International Airport).
- Ve městě se mísí vlivy arabské, indické, evropské i africké kultury. Obyvatelé patří k poměrně konzervativní muslimské společnosti, proto se doporučuje respektovat určité zásady oblékání a chování. To je i důvod, proč tu není nijak připomínán zdejší rodák Farrokh Bulsara, později známý jako Freddie Mercury (1946–1991).[1]

## Galerie

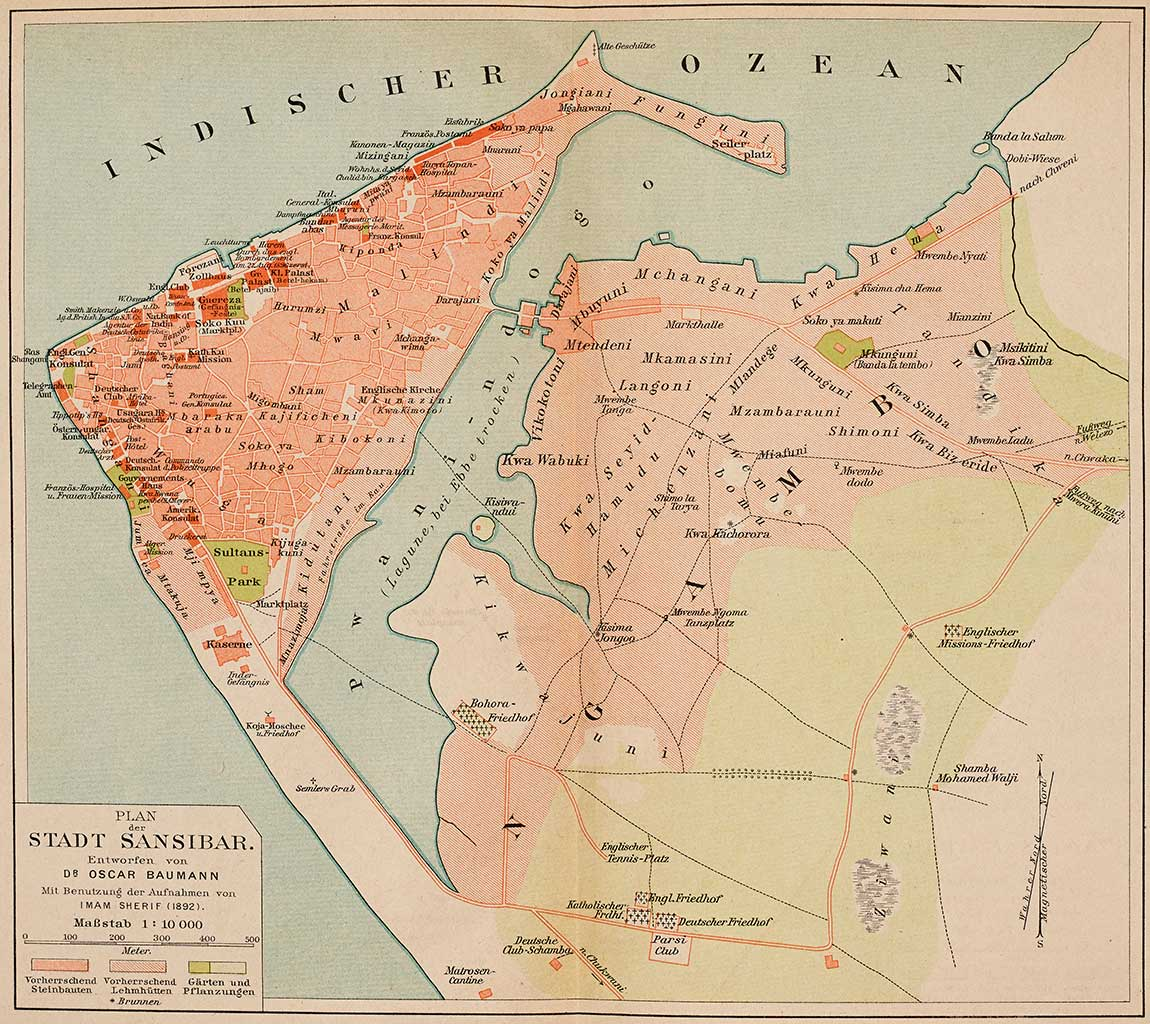
Plán města z roku 1892
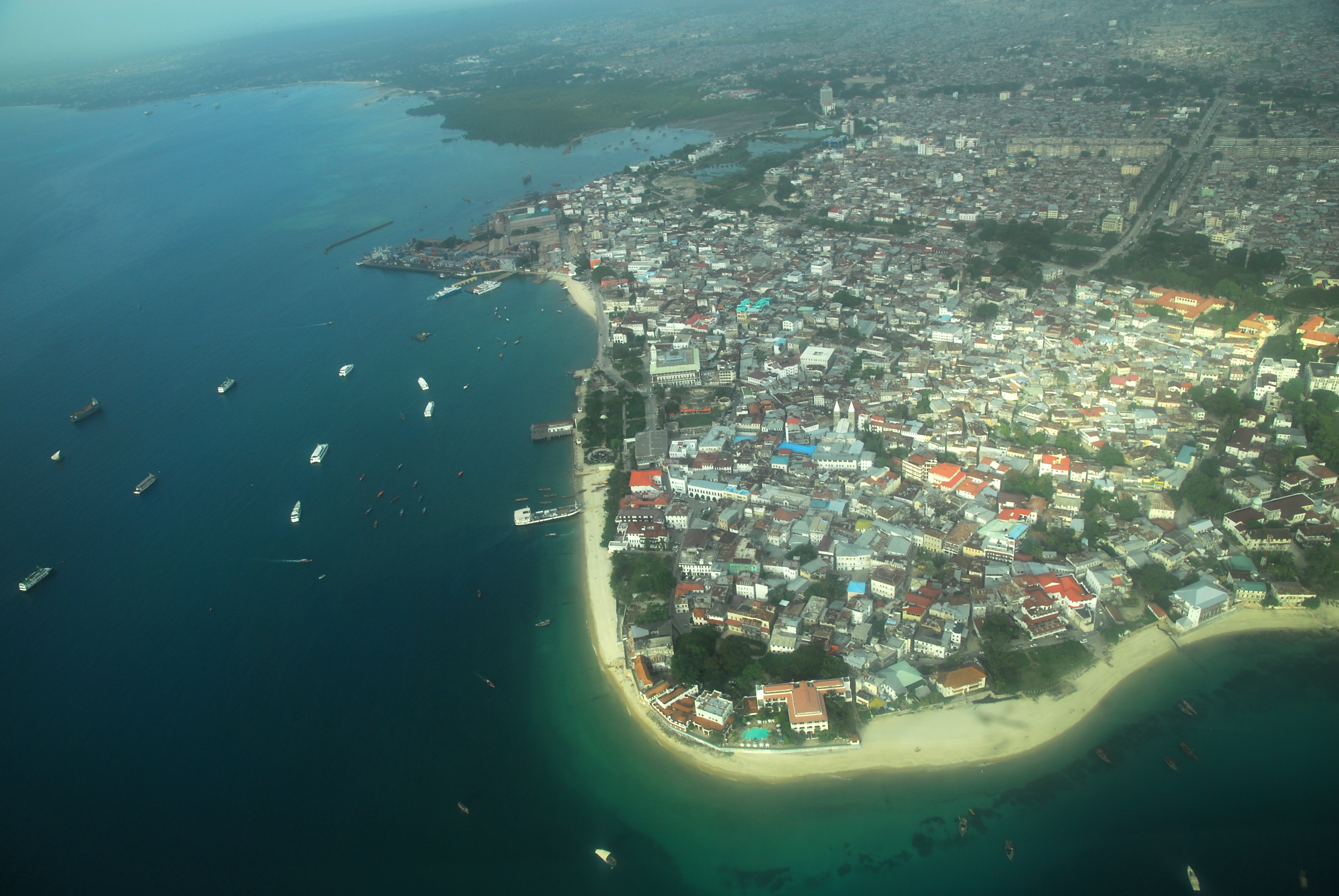
Stone Town z letadla
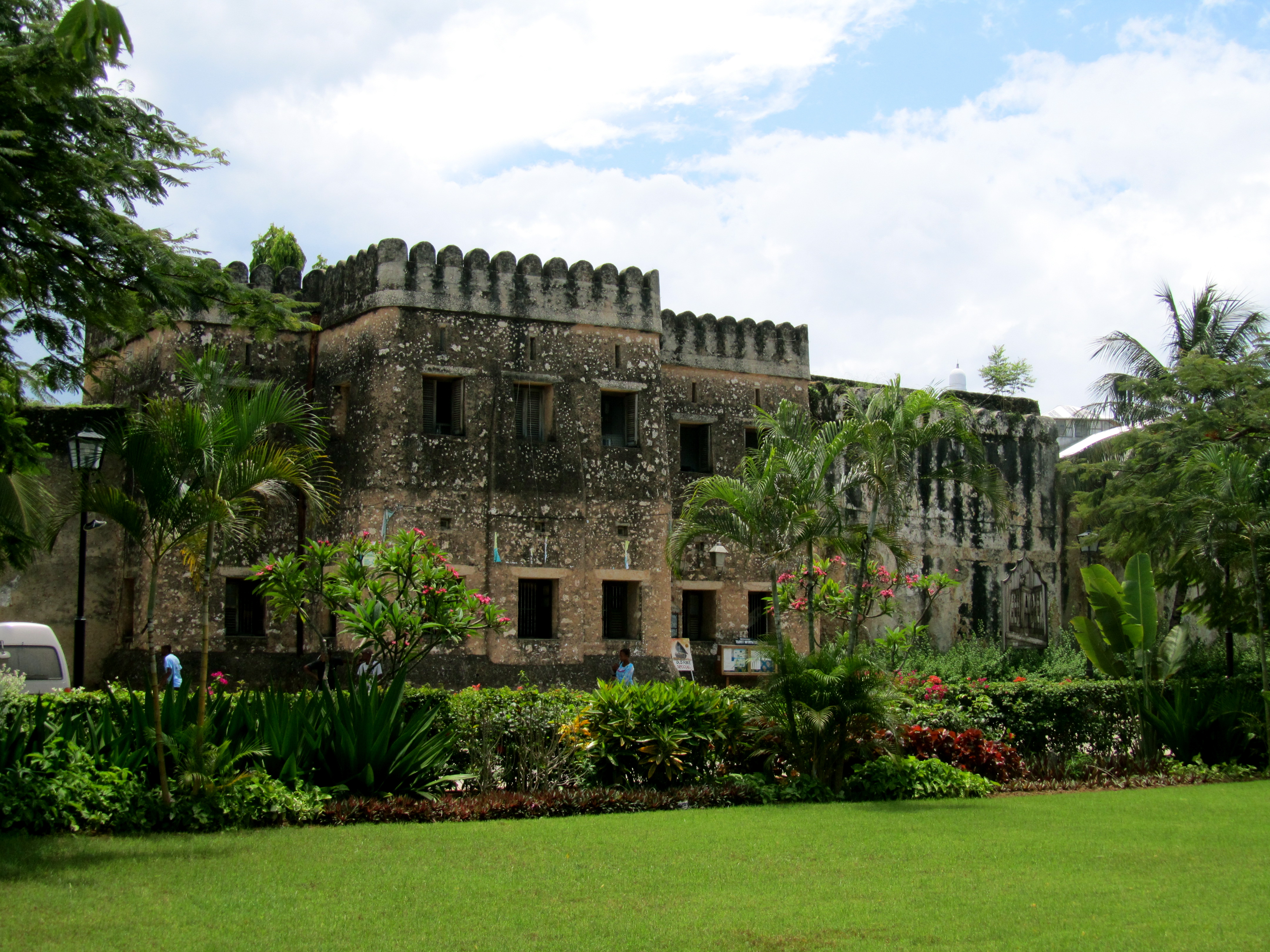
Palác v pevnosti Old Fort
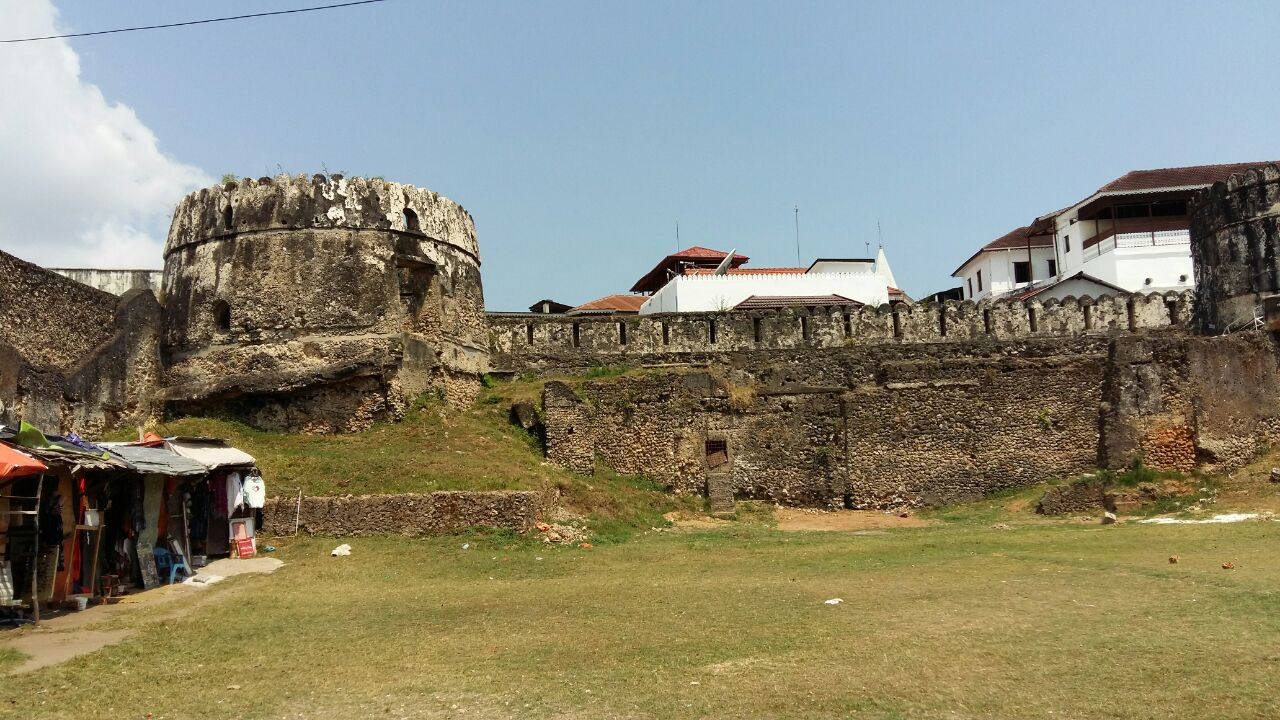
Bašta v Old Fort
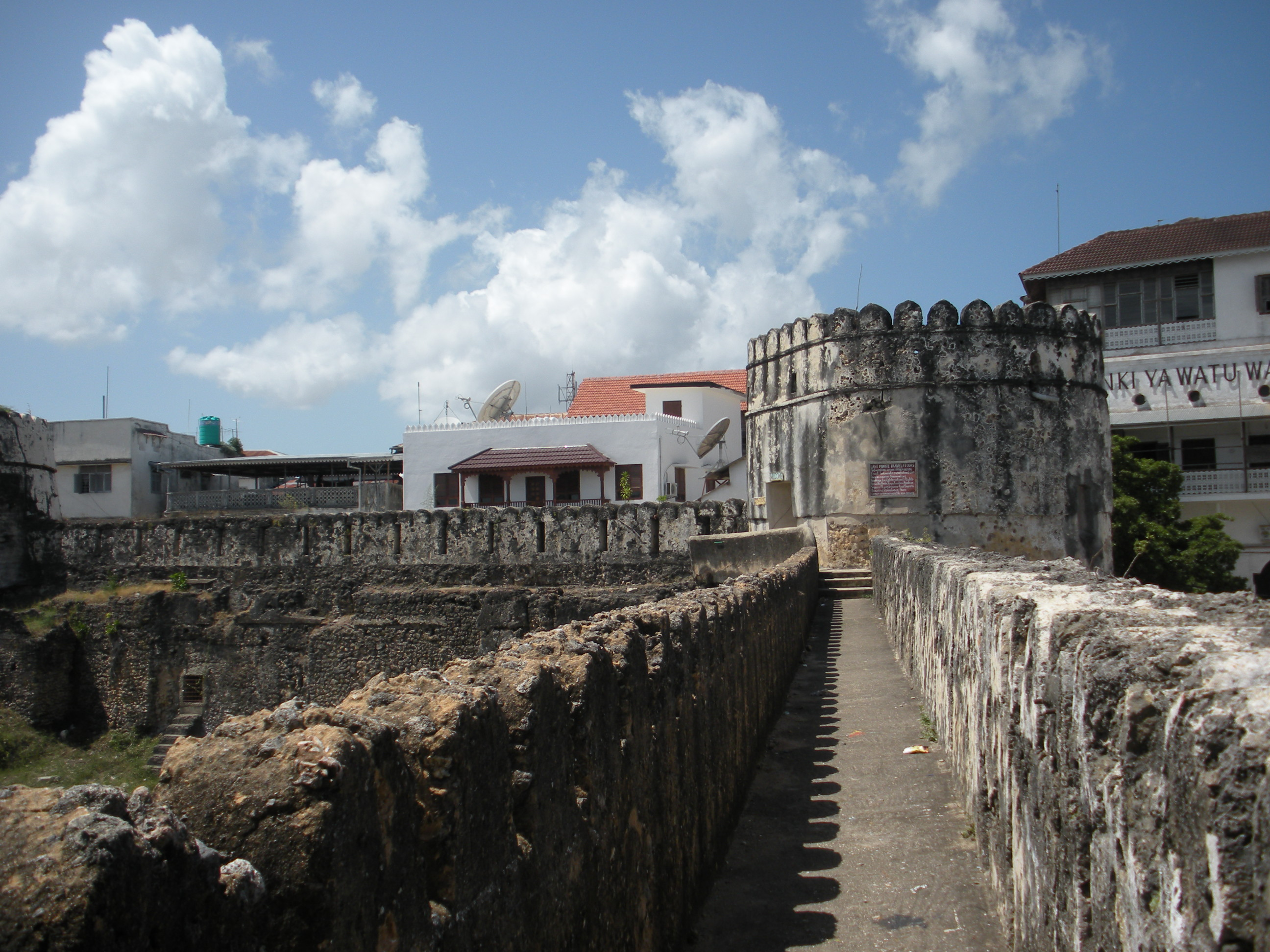
Starý hrad
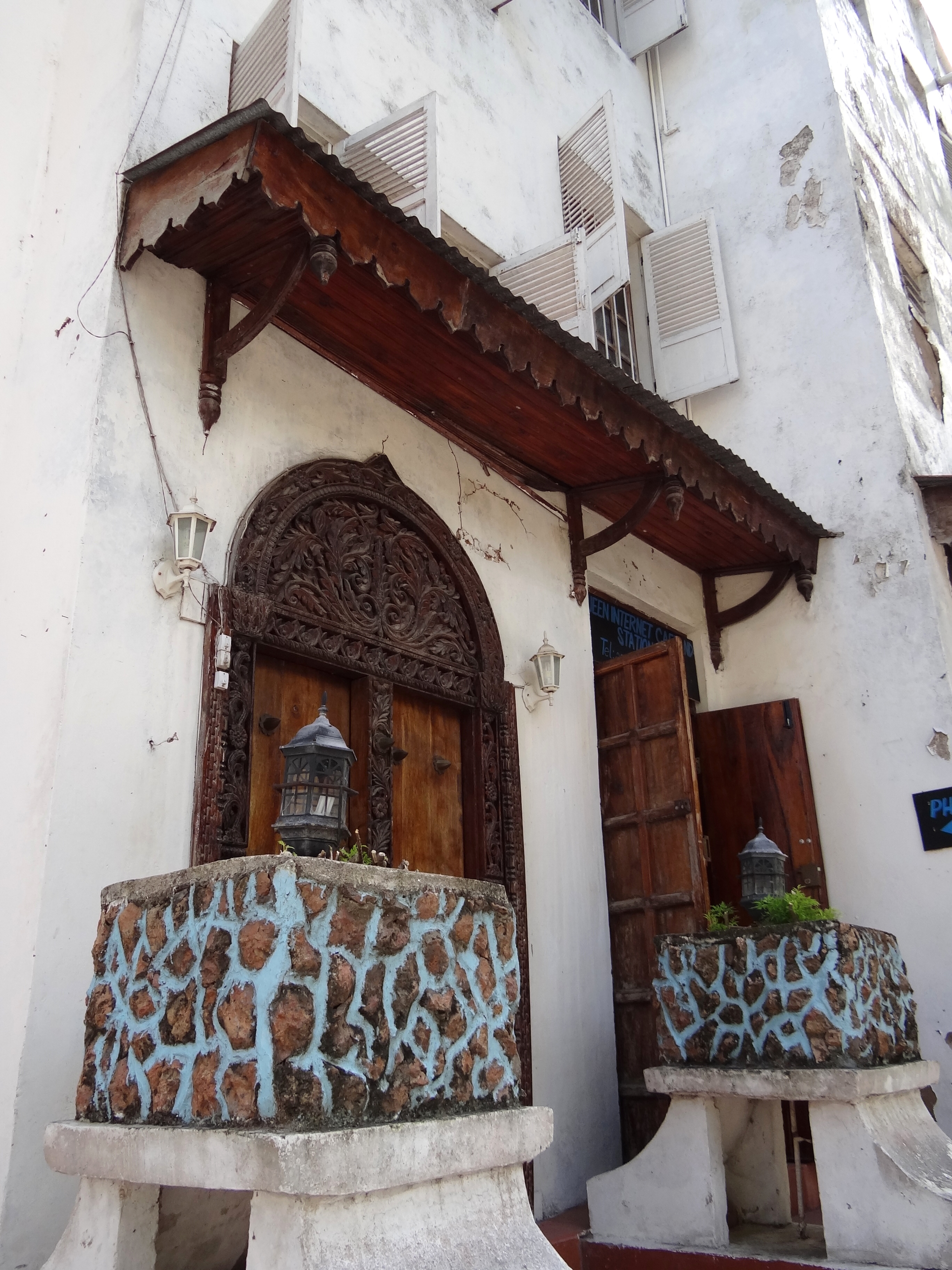
Dům ve Stone Town
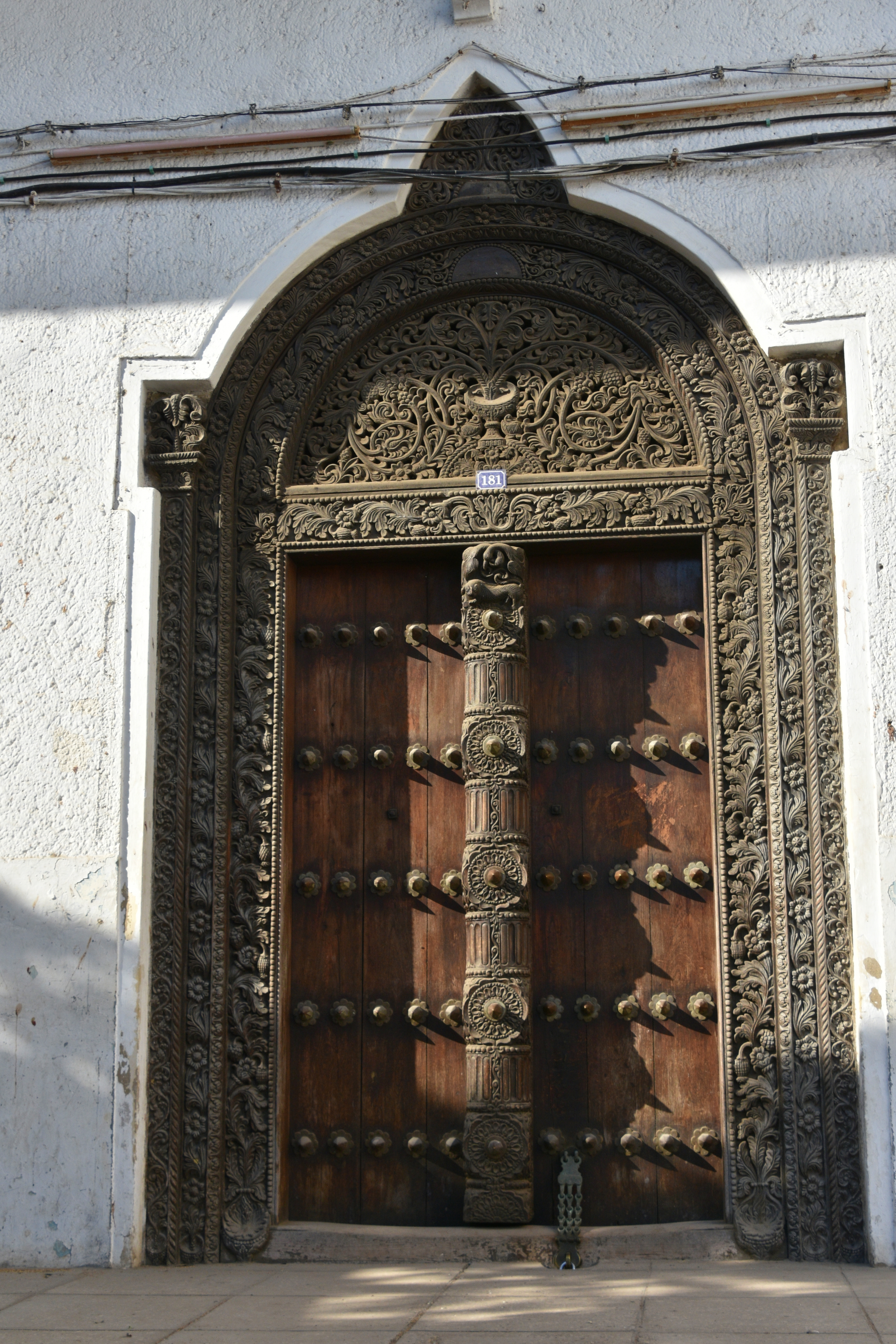
Vyřezávané dveře ve Stone Town
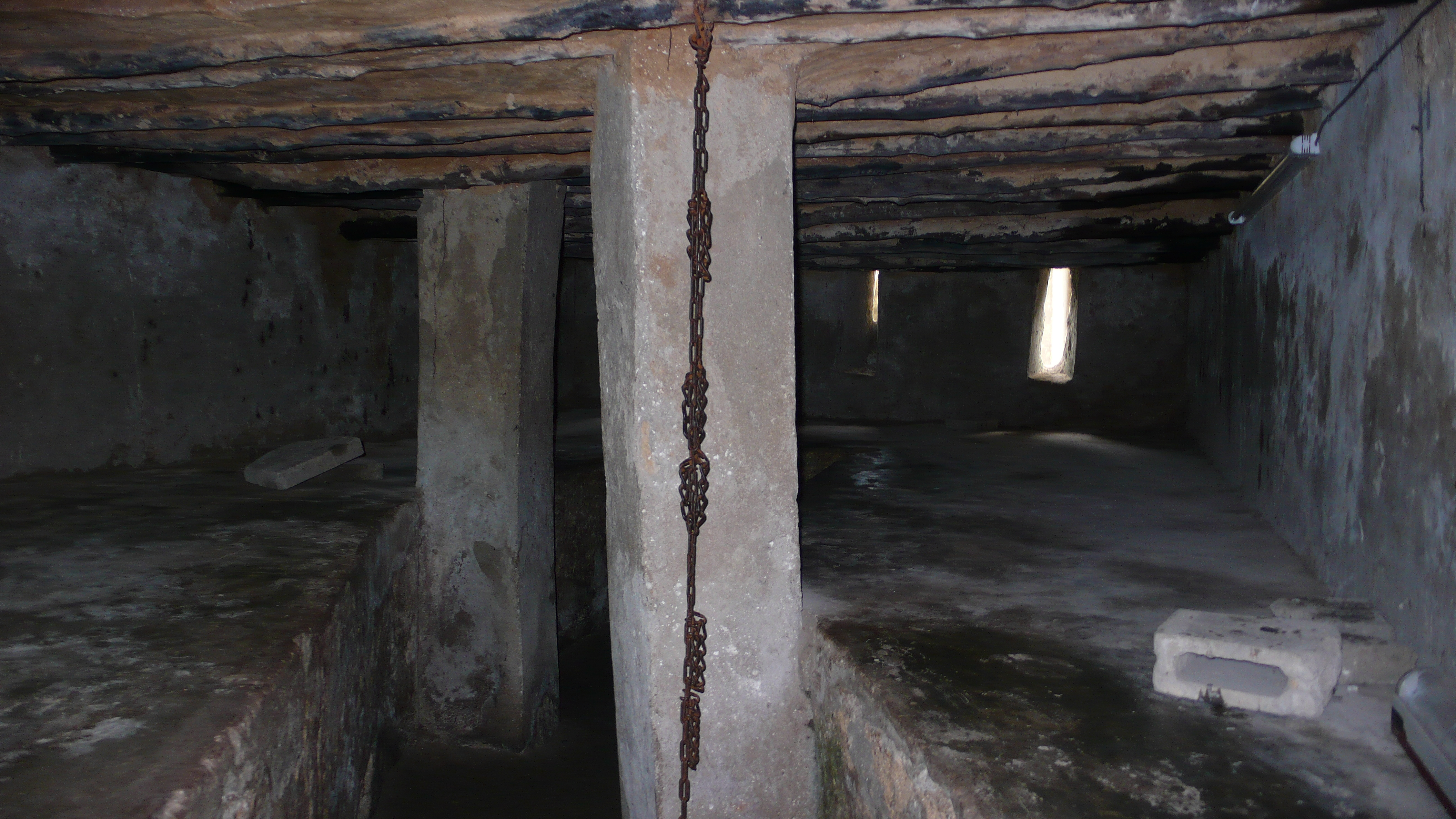
Kobka pro otroky
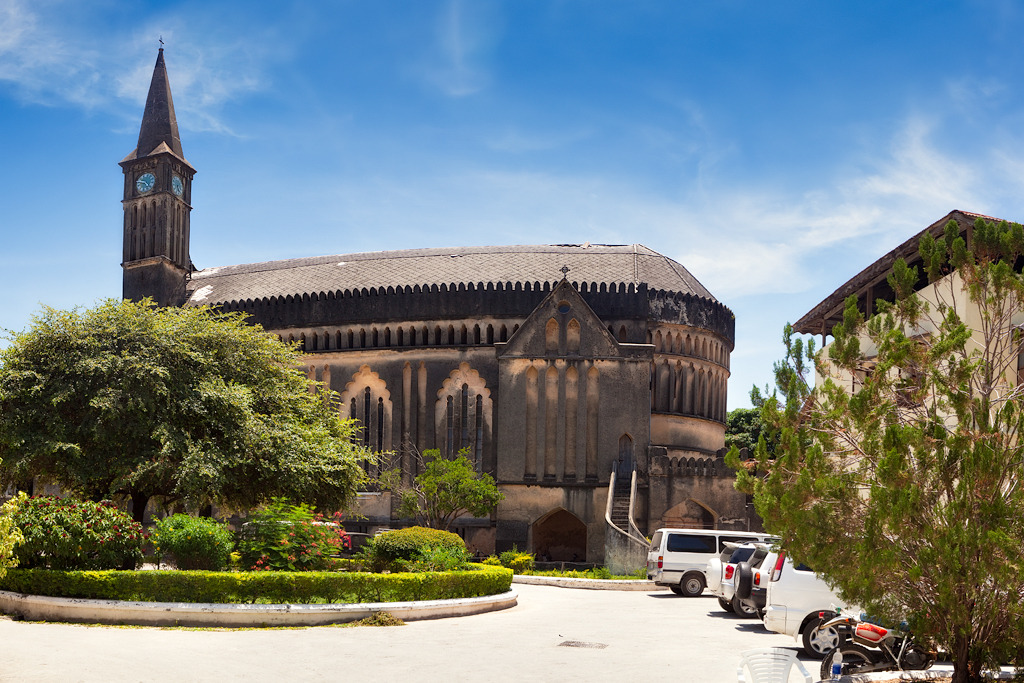
Anglikánská katedrála
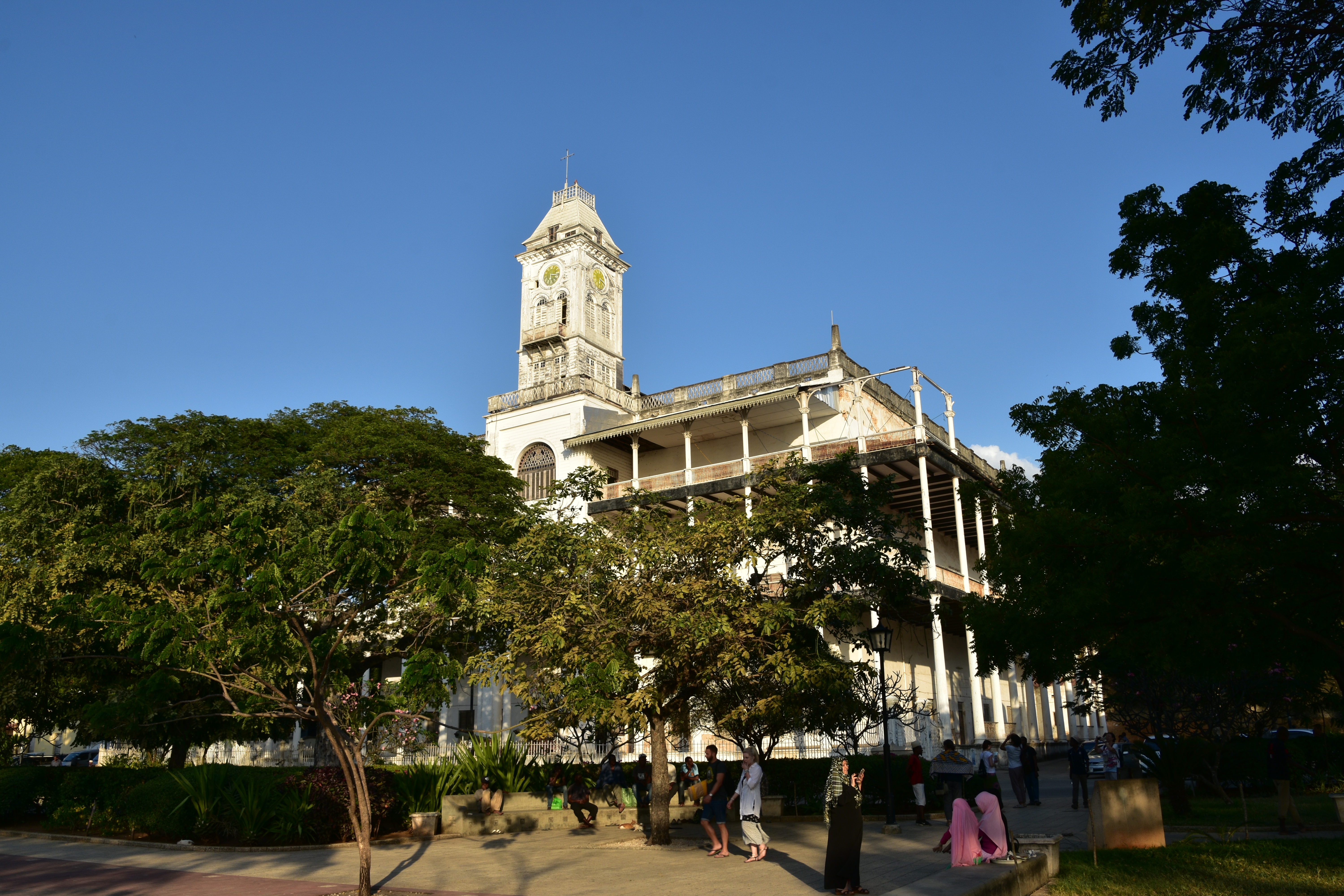
Sultánův palác (Dům zázraků)
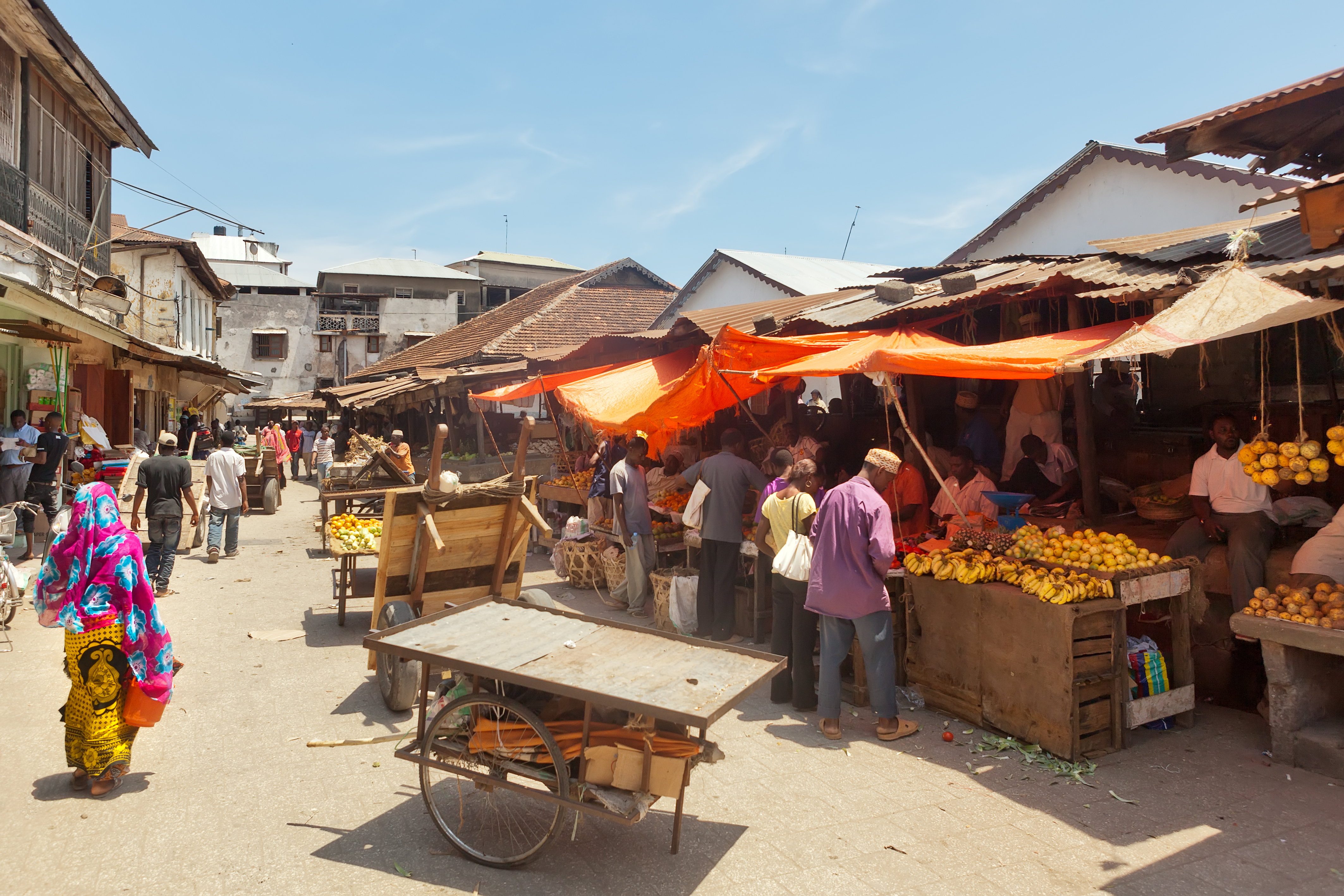
Tržiště ve Stone Town
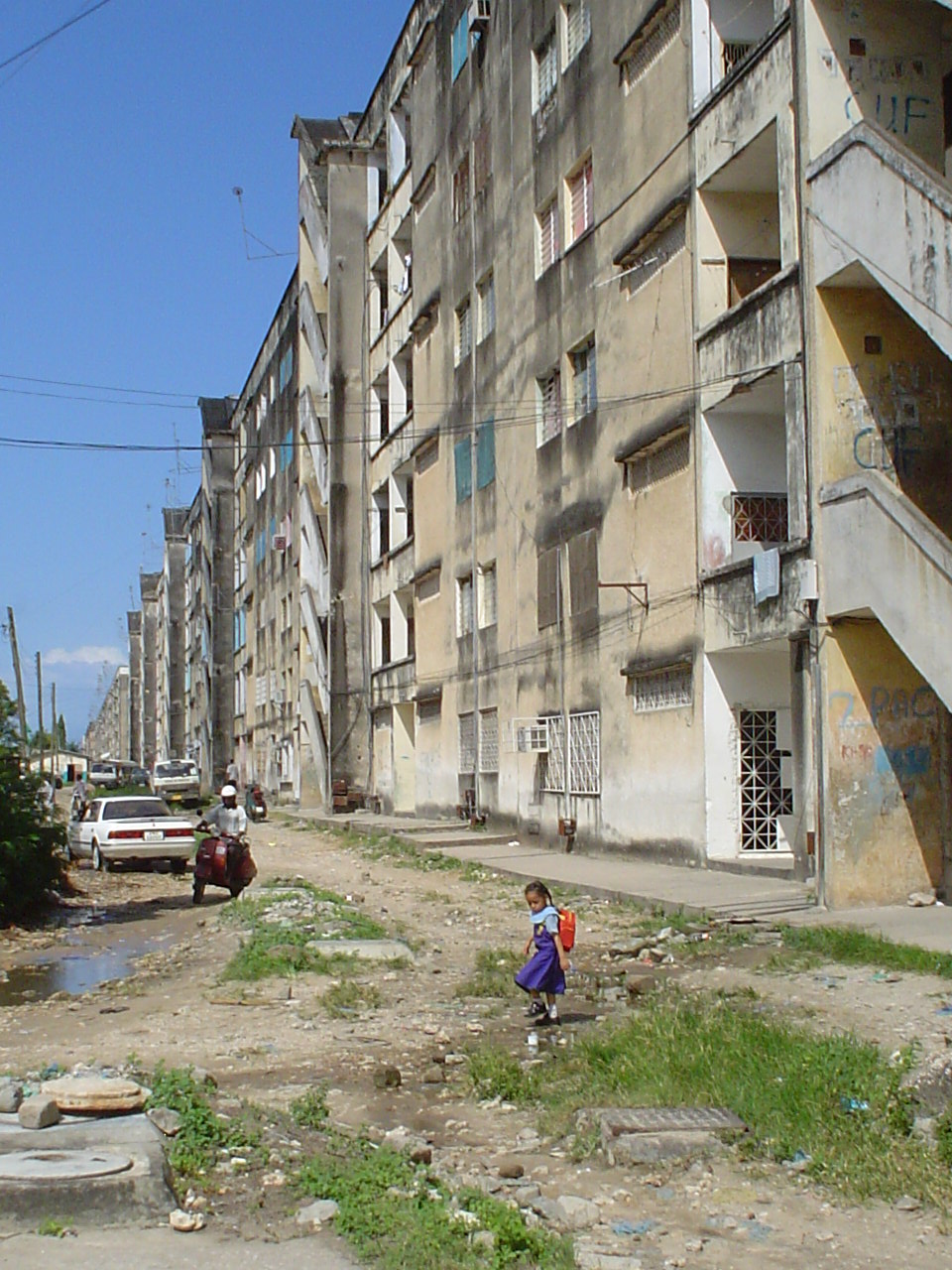
Bytové domy ve čtvrti Ng'ambo
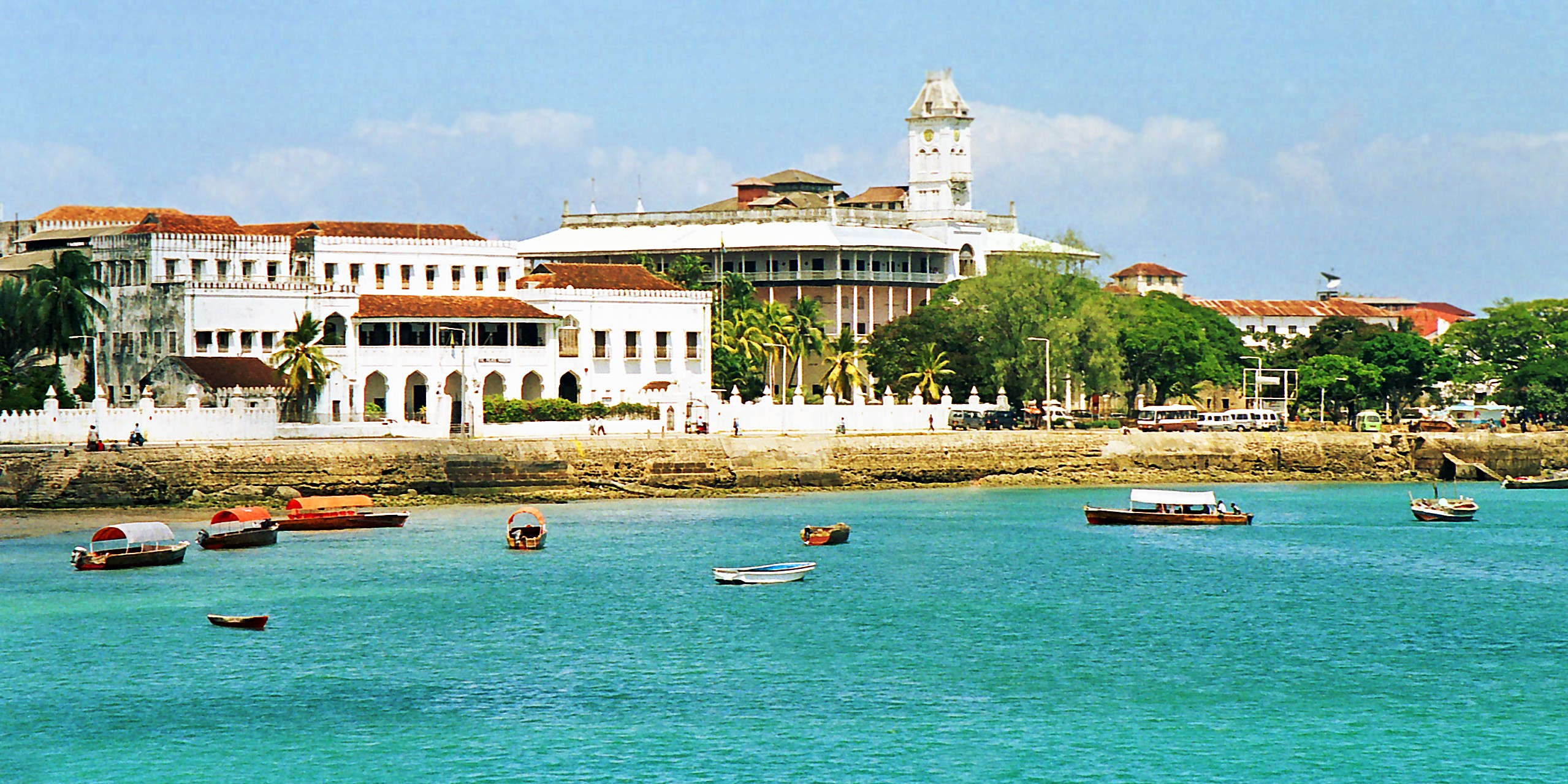
Pohled z moře na hlavní přístav před palácem, Stone Town, Zanzibar